# Ramona Quimby
Ramona Quimby é a personagem principal da série Ramona, de Beverly Cleary. O primeiro livro da obra, Beezus and Ramona, foi adaptado para filme em 2010 com o título Ramona and Beezus, onde ela é interpretada por Joey King.

## Características
Ramona é uma garota indisciplinada que é incompreendida pelos outros. Ela deseja crescer rápido e detesta quando a chamam de criança. Também é muito imaginativa, muitas vezes inventando jogos e situações embaraçosas.